# 白井佳夫
白井 佳夫（しらい よしお、1932年4月29日 - 2024年10月5日）は、日本の映画評論家。

## 来歴
神奈川県川崎市出身。1958年早稲田大学第二文学部演劇専修卒業。キネマ旬報社に入社して編集者として10年在籍、1968-76年『キネマ旬報』編集長を8年半つとめる。
＜＜1977年、「キネマ旬報」のオーナーであった大物総会屋・上森子鉄が、竹中労の連載「日本映画縦断」の打ち切りを宣言し、あわせて白井も編集長を解任された（いわゆる「キネマ旬報事件」）。＞＞
上記の＜＜＞＞の記述が「通説」として当該項目にあったが、『キネマ旬報の100年』（キネマ旬報社、2024年刊行）に掲載された白井へのインタビューによると、白井が解任された経緯は異なる。1976年、竹中労の連載「日本映画縦断」のページに、「フィリピンで死んだ山上伊太郎の地蔵をその終焉の地に建立しようという」ツアーの募集記事がキネマ旬報社の主催として掲載されたことにより、白井がオーナーの上森子鉄の怒りをかい、1976年11月11日に上森から解任をつげられた（同書、P.73）。また、「通説」として上記に記載されていた「「日本映画縦断」の打ち切り」については、1977年に次代編集長・黒井和男の代に起きたことである（同書、P.134）。
1984年にスポーツニッポンに連載された「現代のドン・キホーテ角川春樹物語」での角川春樹の暴露によれば、1976年に角川が『犬神家の一族』で映画界に参入する際、この映画をどうしても成功させたい角川は、映画ファンにも影響力の大きな白井にコンサルタント料という名目で現ナマ50万円を渡し、結果白井の同映画に対する映画評は絶賛に近いものになった。角川は白井を味方につけるための政治献金のようなものだったと述べている。この影響で白井はキネマ旬報の編集長を降りたといわれる。
邦画礼賛派で、黒澤明、山田洋次などを評価する一方、白黒時代の邦画の評価に力を入れる。1976年から3年間、東京12チャンネルで「日本映画名作劇場」の解説を担当。1976年「映画ファンのための映画まつり'76」特別功労賞を受賞。
1987年から、映画「無法松の一生」（1943年）の、戦前、戦後の二重検閲場面を復元し、各地で公開・講演するパフォーマンスを実施。
湯布院映画祭、徳島テレビ祭、「福祉映画祭 IN NAGOYA」の創設にかかわる。
2002年から3年間、東京芸術大学で特別講義「日本の古典映画」を行う。2004年文化庁映画賞受賞。
2024年10月5日、虚血性心疾患のため死去。92歳没。

## 著書
- 『白井佳夫の映画の本』話の特集, 1977年11月
- 『二十四時間の映画』PHP研究所, 1980年6月
- 『百恵・友和ディスカッション チャレンジ映画講座』主婦の友社, 1980年8月
- 『日本映画のほんとうの面白さをご存知ですか?』講談社, 1981年 のちケイブンシャ文庫
- 『監督の椅子』話の特集, 1981年3月
- キネマ旬報特別編集『黒澤明集成III』1993年4月 - 取材を担当。
- 『日本映画黄金伝説』時事通信社, 1993年6月
- 『黒白映像日本映画礼讃』文藝春秋, 1996年4月
- 『対談集 銀幕の大スタアたちの微笑』日之出出版, 2010年4月

## テレビ
- 日本映画名作劇場(東京12チャンネル)

## その他
- ガンダムセンチュリー - 座談会の司会を務めた。
- 四季・奈津子 - 映画スタッフの役で出演している。